# Гудмен, Анна
А́нна Гу́дмен (англ. Anna Goodman, род. 23 января 1986 года, Монреаль) — канадская горнолыжница, участница Олимпийских игр в Ванкувере. Специализируется в слаломе. 
В Кубке мира Гудмен дебютировала в 2005 году, в декабре 2009 года первый и пока единственный раз в своей карьере попала в десятку лучших на этапе Кубка мира, в слаломе. Кроме попадания в десятку на сегодняшний момент имеет 13 попаданий в тридцатку лучших на этапах Кубка мира, все в слаломе. Лучшим достижением Гудмен в общем зачёте Кубка мира является 75-е место в сезоне 2009/10.
На Олимпиаде-2010 в Ванкувере заняла 19-е место в слаломе.
За свою карьеру участвовала в трёх чемпионатах мира, медалей не завоёвывала, лучший результат 12-е место в слаломе на чемпионате-2009 во французском Валь-д'Изере.
Использует лыжи и ботинки производства фирмы Head.